# 하길초등학교
하길초등학교(下吉初等學校)는 대한민국 경기도 화성시에 있는 공립 초등학교이다.

## 연혁
- 2013.05.14 46학급(유3,특1,초42) 설립 인가
- 2015.02.05 공사 착공(학교부지는 12,000평방 미터)
- 2016.01.29 48학급(병설유치원 3학급)인가
- 2016.02.17 공사완공
- 2016.02.28 준공(대지 12,005m2, 운동장 3,046m2, 교사 12,533m2)
- 2016.03.01 6학급(병설유치원 3학급)인가
- 2016.03.01 초대 홍기옥 교장 취임